# Leucochlaena
Leucochlaena är ett släkte av fjärilar. Leucochlaena ingår i familjen nattflyn.

## Bildgalleri

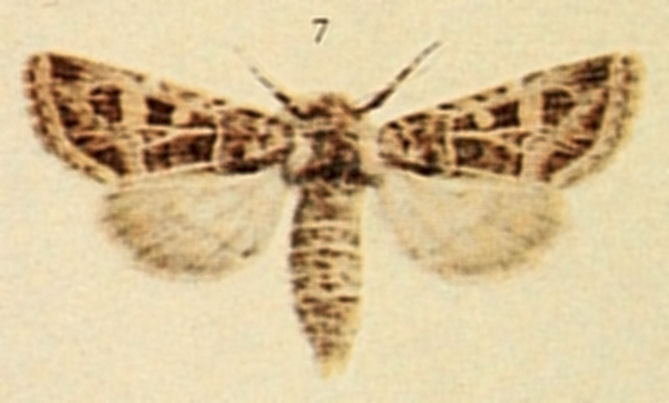
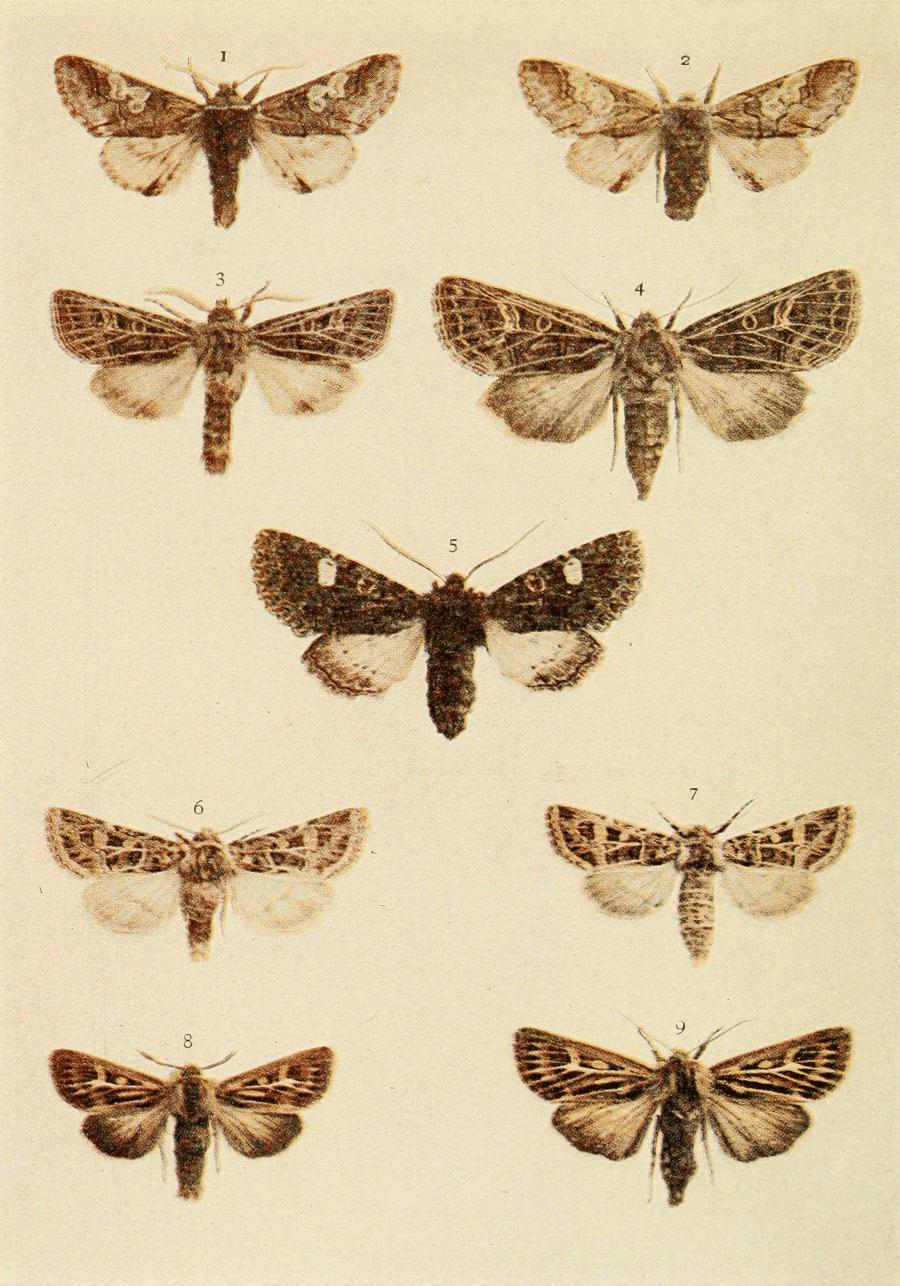
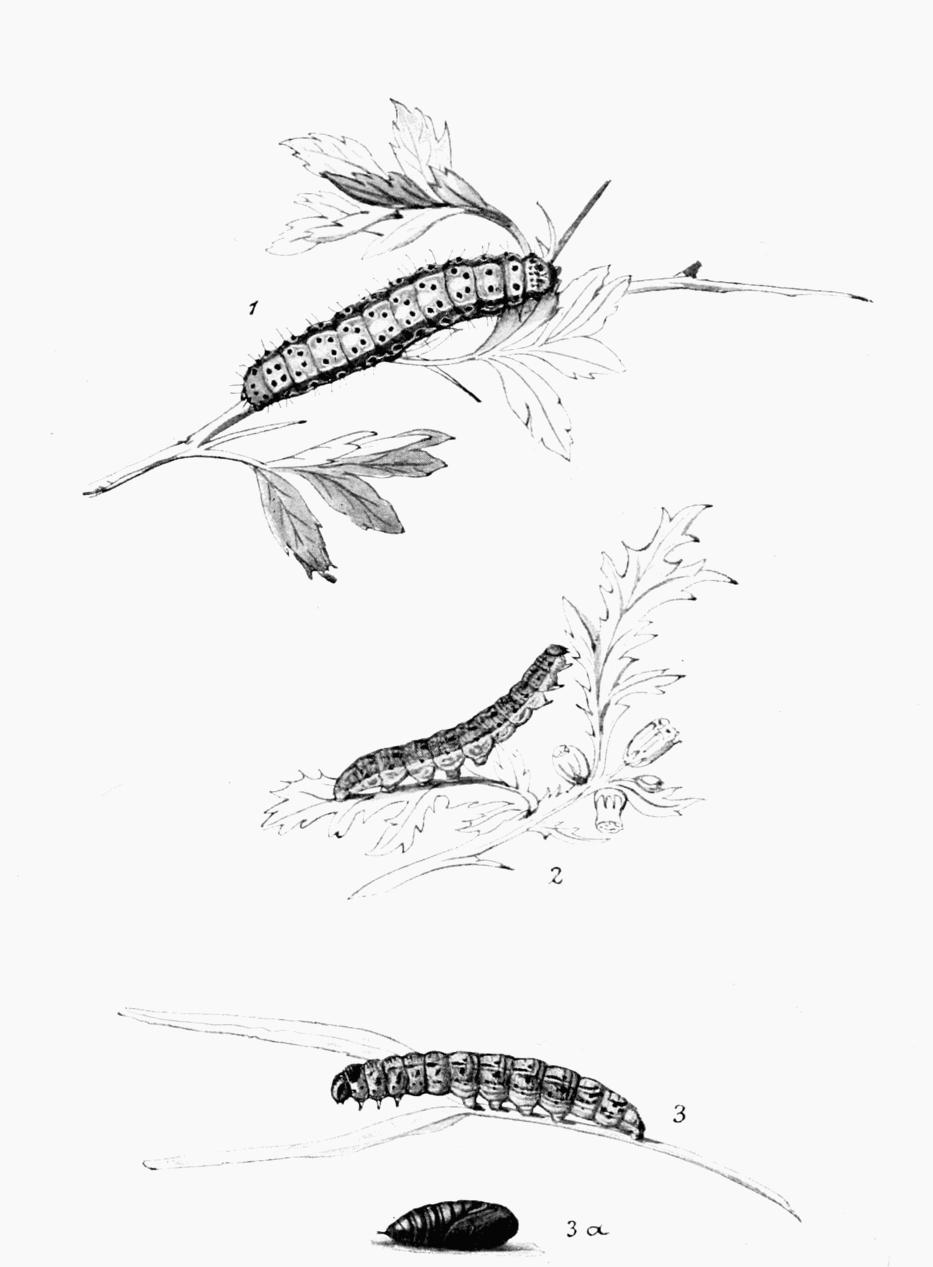

## Dottertaxa tillLeucochlaena, i alfabetisk ordning[1]
- Leucochlaena aenigma
- Leucochlaena argentea
- Leucochlaena blanca
- Leucochlaena cypraota
- Leucochlaena extensa
- Leucochlaena fallax
- Leucochlaena hirsuta
- Leucochlaena hirta
- Leucochlaena hispanica
- Leucochlaena hispida
- Leucochlaena horhammeri
- Leucochlaena intermedia
- Leucochlaena jordana
- Leucochlaena leucocera
- Leucochlaena leucogonia
- Leucochlaena luteosignata
- Leucochlaena machylum
- Leucochlaena muscosa
- Leucochlaena obsoleta
- Leucochlaena oditis
- Leucochlaena pallida
- Leucochlaena pilosa
- Leucochlaena purpurascens
- Leucochlaena rasilis
- Leucochlaena rhodina
- Leucochlaena rufescens
- Leucochlaena seposita
- Leucochlaena suffusa
- Leucochlaena trinota
- Leucochlaena turatii